# Chalandamarz

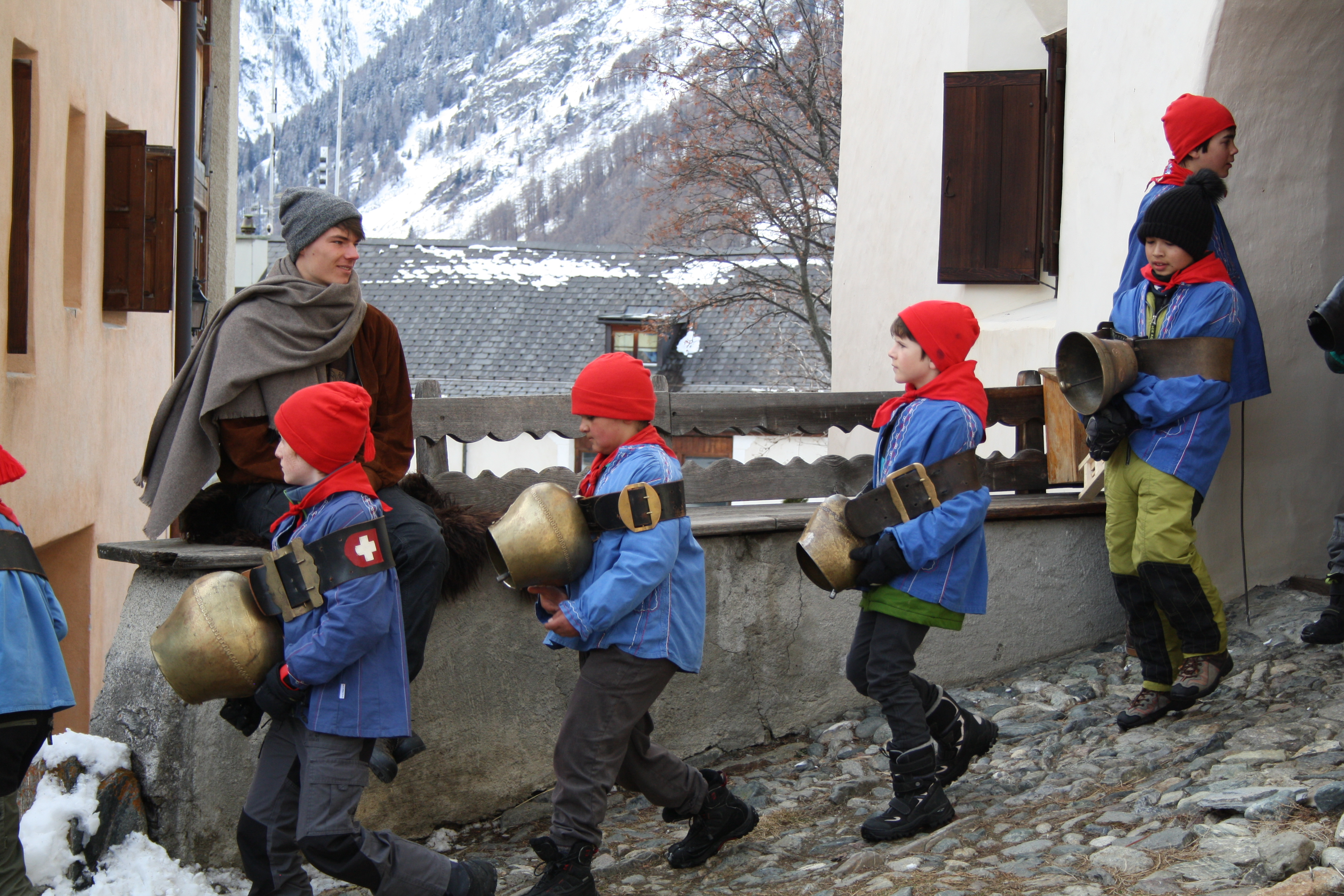
Chalandamarz a Guarda, Baixa Engadina

El Chalandamarz és una festa tradicional del cantó dels Grisons (Suïssa), que se celebra el primer de març en alguns pobles de l'Engadina i de la zona italianòfona dels Grisons. La festa celebra la fi de l'hivern.

## Origen del mot

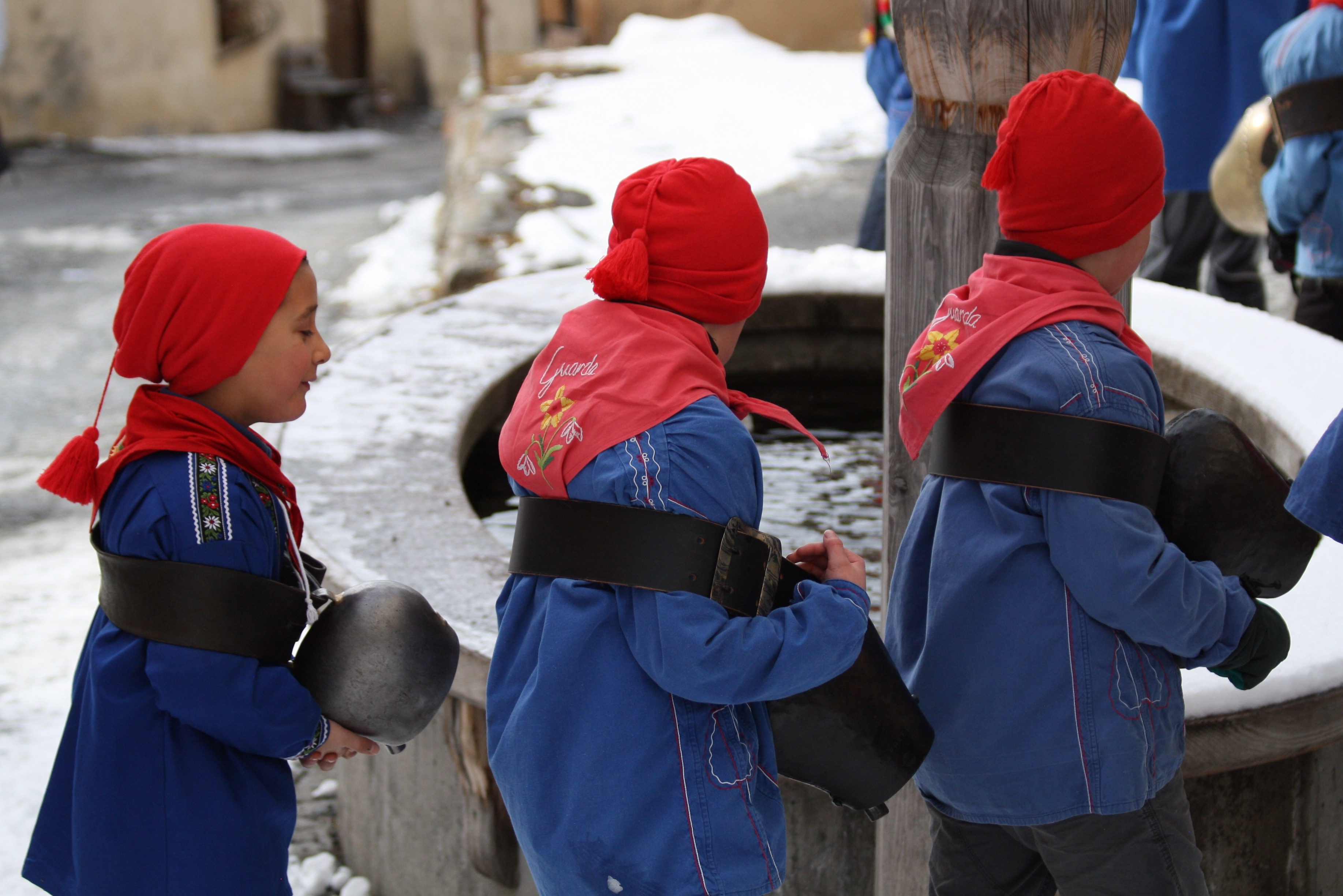
Chalandamarz a Guarda, Baixa Engadina

El mot és un compost de chalanda, del llatí calenda, "primer dia del mes", i marz "març". El mot chalanda no es troba de forma independent en els dialectes engadinesos; només apareix en aquest nom de festa. Fa referència a la data de la festa.

## Extensió
Actualment, la festa se celebra a la Val Müstair, Surses, Val d'Alvra, Val Poschiavo, Val Bregaglia, i Val Mesolcina. La Sobreselva i la Sotaselva no tenen actualment aquesta tradició.

## Desenvolupament de la festa
La tradició varia lleugerament a cada poble, però en general els escolars, amb vestit tradicional, recorren el poble fent sonar diferents tipus d'esquelles, fent petar fuets i cantant per fer fora els esperits de l'hivern. L'ocasió serveix també per recollir petits regals en forma de menjar o diners. En alguns llocs, com Poschiavo o Mesolcina es crema un home de palla que representa l'hivern. En altres, la desfilada es fa sobretot al voltant de la font del poble. La jornada es clou amb un àpat en comú.
Antigament només hi participaven els nois, però actualment hi participen també noies. Els nois més grans, que deixaran l'escola primària aquell curs, encapçalen la desfilada.

## Curiositats

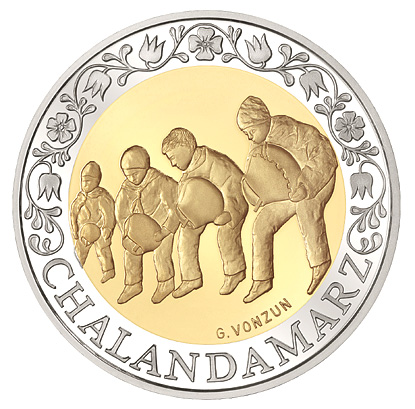
Moneda commemorativa

Antigament, els càrrecs electes municipals que s'havien escollit el febrer prenien possessió aquest dia.
La festa apareix reflectida en el famós conte Uorsin de Selina Chönz.
El 2003, Suïssa va encunyar una moneda commemorativa de la festa.